# Джо Бейн
Джо Бейн (англ. Joe S. Bain, 12 липня 1912, м. Спокан, шт. Вашингтон, США- 7 вересня 1991, Колумбус, шт. Огайо)- американський економіст.
Входить у список «ста великих економістів докейнсіанської епохи» за версією М.Блауга. У 1982 році Американська економічна асоціація (BEA) визнала його шанованим науковим співробітником.

## Освіта та кар'єра
Джо Бейн навчався в Гарварді. У 1940 році під керівництвом Джозефа Шумпетера, Едварда Чемберліна та Едуарда Мейсона пише дисертацію: «Значення, амортизація та заміна міцних капітальних товарів».
Бейн був призначений викладачем в Каліфорнійському університеті в Берклі в 1939 році і викладав там до виходу на пенсію в 1975 році. Він також працював у 1960 році на посаді директора з досліджень у Каліфорнійському водному господарстві.

## Внески
Бейн був плідним автором як на теоретичному, так і на прикладному рівні. До основних робіт увійшла «Економіка нафтової промисловості Тихоокеанського узбережжя» (1944—1947), яка описується як «орієнтир у застосуванні та емпіричному тестуванні гіпотез мікроекономічної теорії».
Джо Бейн розробив парадигму структури, поведінки та продуктивності, пов'язані з галуззю, на відміну від окремих фірм або галузей[прояснити].

## Видані твори
- 1941, «Ставка прибутку як міра монополії влади» (англ. "The Profit Rate as a Measure of Monopoly Power"), «Квартальний журнал економіки», 55 (2), с. 271—293.
- «Ринкові класифікації в сучасній теорії цін», «Квартальний журнал економіки», 56 (4), с. 560—574.
- 1944—1947, «Економіка нафтової промисловості Тихоокеанського узбережжя» (англ. "Economics of the oil industry of the Pacific coast") (3 тт.).
- 1948, Ціноутворення, розподіл і зайнятість: економіка системи підприємства, Холт.
- 1948, «Цінова і виробнича політика»(англ. "Pricing and Production Policy"), в Говард Елліс, під ред., Огляд сучасної економіки, Блакістон, с. 129—173.
- 1950, «Примітка про ціноутворення в монополії та олігополії», American Economic Review, 40 (2), pp. 35-47.
- 1951, «Відношення прибутковості до промислової концентрації: американське виробництво, 1936—1940», «Квартальний журнал економіки» (англ. "Quarterly Journal of Economics"), 65 (3), с. 293—324.

«Теорія цін».
- 1954, «Економія масштабу, концентрація і стан вступу до двадцяти виробничих галузей»(англ. "Economies of scale, concentration and state of entry into twenty production industries"), American Economic Review, 44 (1), pp. 15-39.
- 1966, «Вплив Чемберліна на мікроекономічну теорію» в теорії монополістичної конкуренції, Роберт Куенн, ред.
- 1966, Міжнародні відмінності в промисловій структурі: вісім народів у 1950-х роках, преса Єльського університету, 1966. Анотація.
- 1970, Нариси економічного розвитку, Інститут бізнесу та економічних досліджень Каліфорнійського університету.
- 1972, Нариси з теорії цін і промислової організації.
- 1973, Екологічний розпад: економічні причини та засоби захисту.
- 1986, «Структура проти поведінки як показники ринкової ефективності: Чиказька школа події переглянуті», антимонопольне законодавство та економічний огляд.